# Offensiva di Mataghis
L'offensiva di Mataghis, chiamata anche battaglia di Mataghis (in azero Madagiz döyüşü; in armeno Մատաղիսի ճակատամարտ?, Mataghisi chakatamart), o battaglia di Sugovushan (in azero Suqovuşan döyüşü), è stata un'operazione militare lanciata dall'Azerbaigian contro l'autoproclamata Repubblica dell'Artsakh e i suoi alleati armeni durante la seconda guerra del Nagorno Karabakh. L'offensiva iniziò il 28 settembre, quando le forze azere avanzarono verso le posizioni armene vicino al villaggio abbandonato di Talish. Entro il 3 ottobre, le forze azere avevano preso il controllo di Talish e Mataghis.

## Sequenza temporale
Il 27 settembre 2020 scoppiarono scontri nella contesa regione del Nagorno Karabakh, controllata de facto dall'Artsakh, ma de iure parte dell'Azerbaigian. Le schermaglie furono seguite da un'offensiva lanciata dalle forze armate azere in direzione di Talish e Mataghis il giorno successivo, con le forze azere che avevano ottenuto il controllo di una "altura strategica" intorno a Talish. Il 29 settembre, le autorità azere dichiararono che le loro forze aeree e terrestri avevano distrutto una colonna mista di veicoli militari armeni in partenza da Mataghis, insieme a una batteria dell'artiglieria. Affermarono anche che le forze azere avevano distrutto una posizione armena vicino a Talish. Il 2 ottobre, le forze azere catturarono e presero il controllo delle alture dominanti intorno a Madagiz. Entro il 3 ottobre, le forze azere avevano preso il controllo di Talish e Madagiz, così come la diga strategica di quest'ultima. Il 9 ottobre, le autorità azere rilasciarono filmati di conferma di Talish e Madagiz.

## Conseguenze
Il 3 ottobre, Madagiz fu ribattezzata Sugovushan dal decreto del presidente azero Ilham Aliyev. L'8 ottobre, le autorità azere rilasciarono le acque dal bacino idrico di Madagiz, che era stato sequestrato dalle forze armene nel 1992 e da allora i suoi lavori erano stati sospesi, causando gravi problemi ambientali nel fiume Tartarchay. Come risultato della regolamentazione dell'acqua scaricata dal bacino, venne assicurato l'approvvigionamento idrico dei distretti di Tartar, Goranboy e Yevlakh, nonché l'equilibrio ecologico.
Il colonnello azero Babak Samidli, vice comandante del 1º Corpo d'Armata, morì a causa dell'esplosione di una mina il 23 novembre, durante una ricerca post-armistizio dei corpi dei soldati scomparsi a Madagiz.